# Wladimir Baýramow
Wladimir Karajaýewiç Baýramow (né le 2 août 1980 à Achgabat à l'époque en RSS du Turkménistan et aujourd'hui au Turkménistan) est un footballeur international turkmène qui évoluait au poste d'attaquant.
Son frère cadet, Nazar, est également footballeur.

## Biographie

### Carrière en sélection
Wladimir Baýramow fait ses débuts en équipe nationale du Turkménistan en 2001.
Baýramow participe à la Coupe d'Asie des nations 2004 avec l'équipe du Turkménistan.
Il compte 29 sélections et 8 buts avec l'équipe du Turkménistan depuis 2001.